# Don Juan Manuel
Don Juan Manuel (Escalona, 5 de mayo de 1282-Córdoba, 13 de junio de 1348), nieto de Fernando III y por tanto miembro de la casa real, fue un notable escritor en lengua castellana y uno de los principales representantes de la prosa medieval de ficción, sobre todo gracias a su obra El conde Lucanor, conjunto de cuentos moralizantes (exempla) que se entremezclan con varias modalidades de literatura sapiencial.
Ostentó los títulos simultáneos de señor, duque y príncipe de Villena, siendo señor de Escalona, Peñafiel, Cuéllar, Elche, Cartagena, Lorca, Cifuentes, Alcocer, Salmerón, Valdeolivas y Almenara. Fue además mayordomo mayor de los reyes Fernando IV y Alfonso XI, adelantado mayor de Andalucía y adelantado mayor de Murcia.
Durante la última etapa de la minoría de edad de su sobrino, Alfonso XI de Castilla, fue tutor del rey junto con el infante Felipe de Castilla y el señor de Vizcaya Juan el Tuerto.

## Biografía
Don Juan Manuel nació en el Castillo de Escalona, situado en la actual provincia de Toledo. Su padre, Manuel de Castilla, era hermano del rey Alfonso X el Sabio e hijo menor de Fernando III el Santo, del que recibió en herencia la famosa espada Lobera del conde Fernán González, que también heredaría el escritor y hoy se conserva en la catedral de Sevilla. Quedó huérfano de padre en 1283 y de su madre, Beatriz de Saboya, hija de Amadeo IV de Saboya, en 1290, cuando solo contaba ocho años, por lo que fue su tutor el rey Sancho IV de Castilla. Don Juan Manuel heredó de su padre el gran señorío de Villena, y el de Escalona; Peñafiel fue una donación de Sancho IV con motivo de su nacimiento. Posteriormente, en 1330, recibió el título vitalicio de príncipe de Villena merced de Alfonso IV de Aragón.
Pertenecía a una familia real muy preocupada por la cultura y el uso del castellano (su abuelo Fernando III el Santo ordenó el uso del castellano en los documentos de la chancillería y fundó la Escuela de Traductores de Toledo, su tío Alfonso X el Sabio la impulsó e inició numerosos proyectos, y se atribuye a su tío Enrique de Castilla el Senador la autoría de la primera versión del Amadís de Gaula; además, otro tío suyo, Fadrique de Castilla, ordenó traducir al castellano el libro árabe Sendebar). Fue educado como un noble, en artes tales como la equitación, la caza o la esgrima, pero sus ayos se preocuparon de que aprendiese además latín, historia, derecho y teología; de esta completísima educación hay recuerdos en el capítulo LXVII de su Libro de los estados. Aunque en algunas ocasiones se proclamaba lego en sus obras, tal declaración era convencional y obedecía al tópico de la humildad, para compartir la ignorancia de su público por cortesía pedagógica; en realidad era un sabio de conocimientos enciclopédicos, que dominaba el latín y el italiano, aunque no el griego.
Su religiosidad era tomista, vinculada a la orden de Santo Domingo. Literariamente, su formación incluyó la lectura de diversos poemas del mester de clerecía (Libro de Alexandre, Libro de Apolonio...), los tratados de Raimundo Lulio, la obra de Alfonso X (especialmente, la Estoria de España), varios libros doctrinales como la Disciplina clericalis de Pedro Alfonso, y colecciones de sentencias, proverbios y dichos de sabios traducidos de lenguas orientales o del latín al castellano (Calila e Dimna, Sendebar...), etc. Su concepción del mundo era bastante sombría, como se apercibe en la quinta parte de El conde Lucanor:
Nuestro señor Dios quiso que naturalmente o como por instinto todas las criaturas hicieran tres cosas: llorar, temblar y apretar los puños
Era un gran aficionado a la caza, disciplina a la que dedica enteramente el Libro de la Caça. En él se describe la fauna de gran parte de sus señoríos, pues la conocía por sus experiencias cinegéticas en especial la caza con halcones o cetrería. En dicho libro también realiza descripciones geográficas de los términos municipales que menciona.
A los ocho años perdió a sus padres y pudo disponer del amplio patrimonio de su familia; a los doce años participó en una guerra para repeler el ataque de los moros de Granada a Murcia. En la lucha dinástica suscitada en Castilla a raíz de la muerte de Fernando de la Cerda, primogénito de Alfonso X el Sabio, don Juan Manuel se puso siempre del lado de Sancho IV, como también lo había estado su padre, y el rey correspondió a esta lealtad otorgándole su protección.

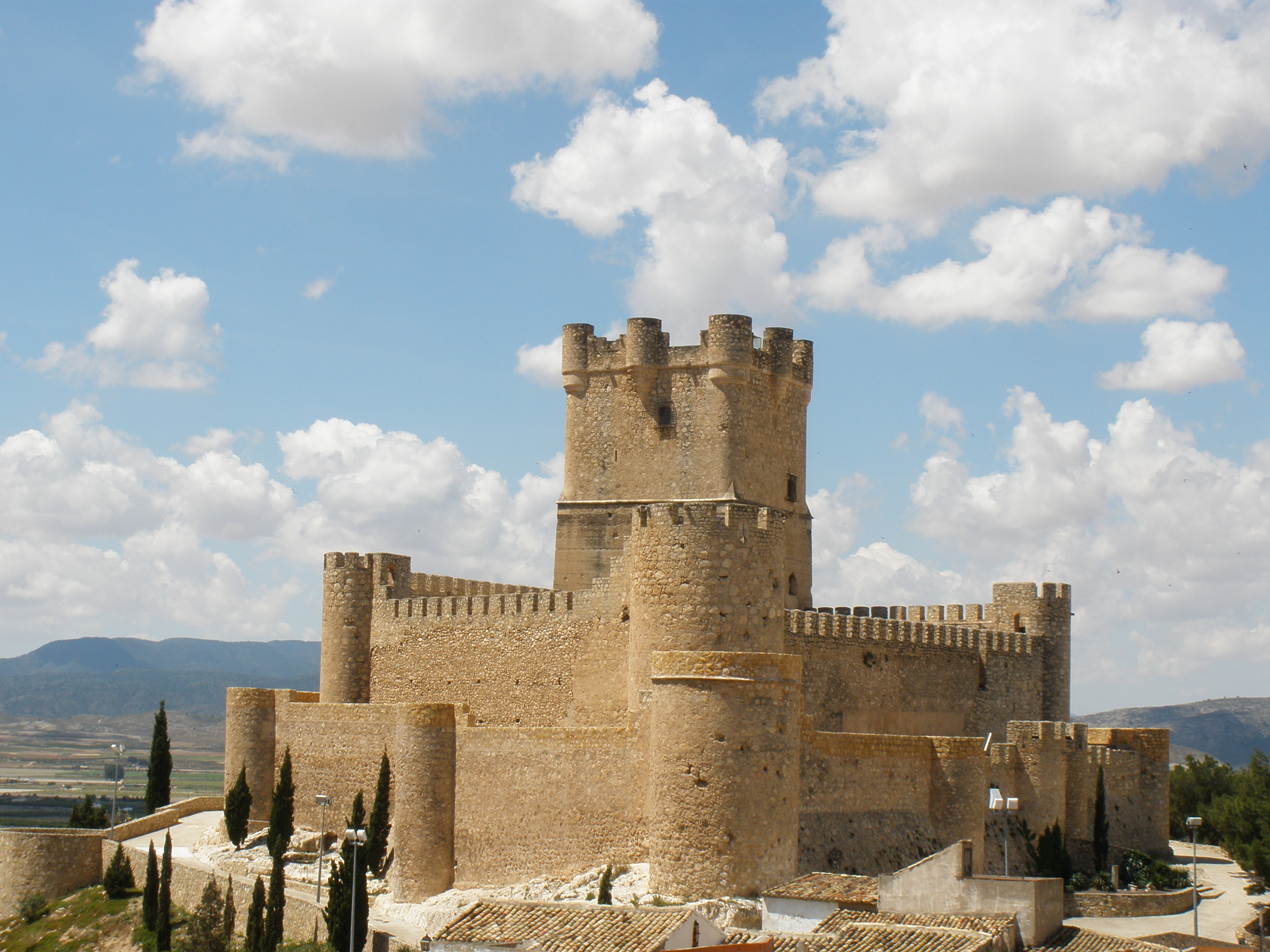
Castillo de la Atalaya en Villena (Alicante)

Se casó tres veces, eligiendo a sus esposas por conveniencia política y económica y, cuando tuvo hijos, se esforzó por emparejarlos con personas pertenecientes a la realeza. La primera de sus esposas fue Isabel, hija de Jaime II de Mallorca, con la que se casó en 1299; sin embargo, falleció dos años más tarde. Al morir Sancho IV, incumplió su promesa de proteger a la reina regente María de Molina en la minoría de edad del futuro Fernando IV: los agobió con todo tipo de exigencias y se mostró poco fiel, buscando la alianza de Jaime II de Aragón, para lo cual le pidió en 1303 la mano de su hija Constanza, que aún tenía seis años, por lo que quedaría recluida en el castillo de Villena durante otros seis años, hasta casarse con ella en 1311, cuando cumplió doce años. Durante la minoría de edad de Alfonso XI fue corregente del reino hasta que el propio monarca le obligó a dejar el cargo.
En agosto de 1325, Don Juan Manuel actuó de portavoz de Toledo en las Cortes de Valladolid donde renunció a la tutoría del rey (junto a Juan el Tuerto y el infante Felipe de Castilla), y donde se debatió la preeminencia entre Burgos y Toledo, argumentado que Toledo “fue, e es, cabeza de España”. El rey Alfonso XI de Castilla resolvió el conflicto de un modo casi salomónico: Burgos tendría el primer asiento y voto, en tanto que los procuradores de Toledo ocuparían un lugar junto al Rey, ya que «Yo hablaré por Toledo y se hará lo que mandare».
En octubre de 1325 fue nombrado por Alfonso XI adelantado mayor de Andalucía, y el 29 de agosto de 1326 derrotó a los granadinos y al general meriní Abu Saíd Uthmán ben Abi l-Ula, más conocido entre los castellanos como Ozmín, en la batalla de Guadalhorce, donde murieron unos 3000 musulmanes.
Durante el reinado de Alfonso XI dio muestras de su carácter inquieto y levantisco, por ejemplo cuando se enojó porque el rey no quiso casarse con su hija Constanza; se despidió y desnaturó de su vasallaje y le declaró la guerra con la ayuda del rey de Granada; hechas las paces, recobró el cargo de adelantado mayor de Murcia que había perdido con esa situación y, ya viudo, se volvió a casar, en terceras nupcias, con Blanca Núñez de Lara; entonces tuvo otro enfrentamiento con el rey Alfonso XI, a quien no quiso aportar sus mesnadas para cercar Gibraltar; tras una nueva reconciliación, volvió a encontrar un motivo de queja laboriosamente inventado y acusó al rey de no permitir que su hija Constanza se casara con el infante Pedro, futuro rey con el nombre de Pedro I; recobró la gracia real a tiempo para participar en la importante batalla del Salado contra los benimerines y en la ulterior conquista de Algeciras.

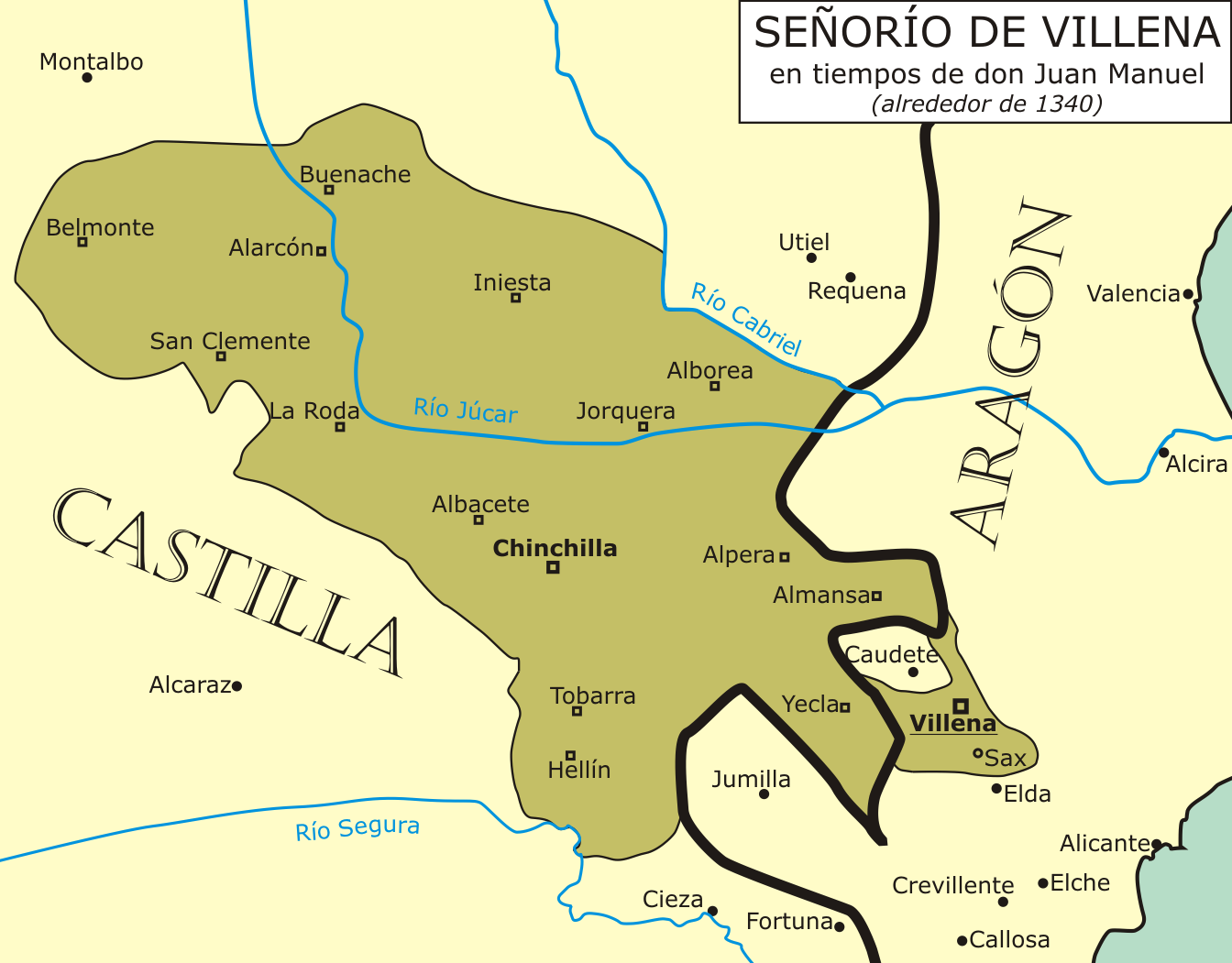
Extensión del señorío de Villena en tiempos de don Juan Manuel, alrededor de 1340.

Don Juan Manuel se convirtió en uno de los hombres más ricos y poderosos de su época: además de mantener él solo un ejército de mil caballeros, llegó a acuñar su propia moneda durante un tiempo, tal y como hacían los reyes, para lo que dispuso una ceca o fábrica de acuñación en su aldea de El Cañavate (Cuenca). Esta actividad molestó tanto a Alfonso XI como a los reyes de Aragón. Las monedas que se conservan ponen en el anverso la leyenda "SANTA ORSA" y en el reverso "A DEPICTA VIA CON", que hace referencia a su hija Constanza.
El autor de El conde Lucanor compaginó durante toda su vida sus actividades como escritor y como noble caballero, pero en su entorno se deslizaron críticas sobre su vocación literaria, pues se pensaba que un noble de tan alto rango y prestigio no debía dedicarse a tales actividades. Pero el placer que encontraba en la escritura y la utilidad que veía para los demás en ella le llevaron a seguir con su actividad literaria. También fue Señor de Molina, hoy Molina de Segura en Murcia, desde donde ejerció duros enfrentamientos contra sus enemigos de la capital murciana, los Marqueses de los Vélez. Desde Molina pudo escribir parte de la obra "El Conde Lucanor", ya que era de su propiedad cuando lo escribió entre 1331 y 1335.
En su época el trono de Castilla estuvo ocupado por dos monarcas que incluso llegaron a trazar planes para matarlo: Fernando IV y Alfonso XI; sin embargo, este último le pidió la mano de su hija Constanza solo como mera maniobra política para conservar su fidelidad, pues luego dio largas al matrimonio y lo repudió cuando ya estaba concertado, confinando a la joven en el Castillo de Toro; resulta así que el rey no solo repudió a su hija, sino que no se la devolvía ni le concedía permiso para que viajara a Portugal y se casara con el infante Pedro de Portugal, futuro rey con el nombre de Pedro I. Estas discordias entre rey y vasallo duraron lo menos una década y al menos en dos ocasiones don Juan Manuel corrió el albur de ser apresado por el monarca; no obstante, la necesidad del rey de asegurar la paz interior para poder enfrentarse al sultán benimerín, y la mediación de Juana Núñez, suegra de don Juan por su tercer matrimonio, consiguieron que el rey devolviese a don Juan Manuel sus bienes embargados y los demás honores en 1337, poniendo fin a esta enemistad, que se consolidó por fin con la autorización para la boda de Constanza, y hacia 1340 ambos se aliaron contra los musulmanes en la batalla del Salado y les arrebataron la ciudad de Algeciras tras un prolongado asedio.
Participó en las cortes de Alcalá, donde intervino en el incidente protocolario que dio origen a la famosa frase, atribuida a Alfonso XI, Por Castilla hablaré yo.
Tras estos acontecimientos, el infante don Juan Manuel dejó la vida política y se retiró al Castillo de Garcimuñoz, donde pasó sus últimos años entregado a la literatura. Orgulloso de sus obras, decidió reunirlas todas en un solo volumen, que dejó en el convento de San Pablo en Peñafiel para que no sufrieran las alteraciones de los copistas.
Durante mucho tiempo se ha mantenido que Don Juan Manuel falleció en la primavera de 1348, el 5 de mayo o el 13 de junio, posiblemente en Córdoba, según Herrera Casado. Sin embargo otros autores le dan por vivo en octubre de 1348, fecha en la que en un documento firmado en Castillo de Garcimuñoz concede a doña Elvira, viuda del que fue su alcaide en Cuéllar, algunas propiedades en esta población, el día 12 o 14 de dicho mes.

## Sepulcro

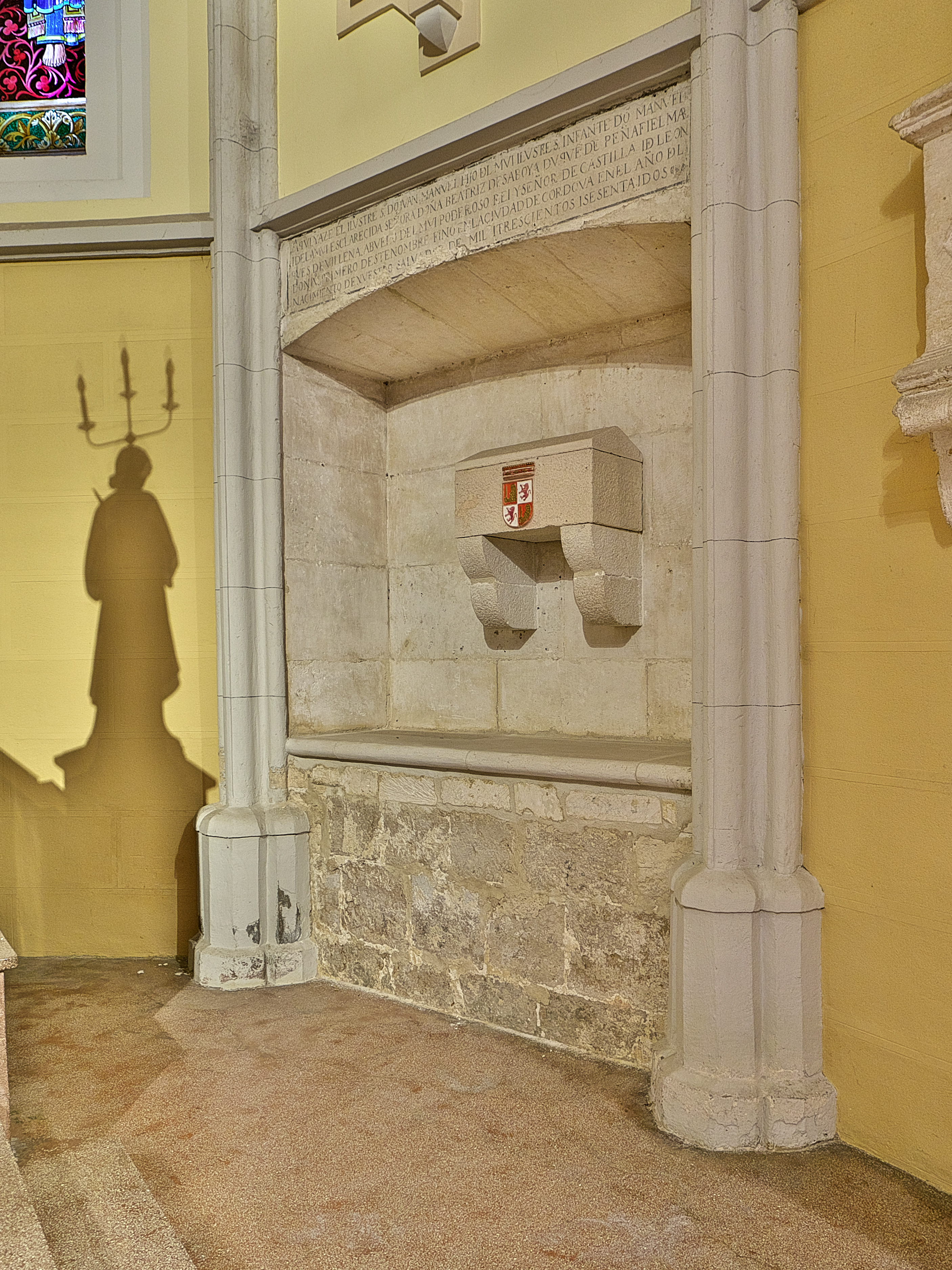
Urna de piedra donde reposan los restos de Don Juan Manuel. Convento de San Pablo de Peñafiel.

Después de su defunción en la ciudad de Córdoba, el cadáver de Don Juan Manuel fue trasladado a la villa de Peñafiel, donde recibió sepultura en el convento de San Pablo que el propio escritor había fundado en 1318 con la intención de que a su muerte sus restos reposaran en la capilla mayor de la iglesia conventual.
No obstante, en 1955 fue hallada una caja de madera en el lado de la Epístola de la iglesia del convento de San Pablo en la que aparecieron unos restos humanos, que fueron identificados por diversos historiadores como los restos de Don Juan Manuel, pues al limpiar el muro de piedra apareció, oculta bajo una espesa capa de yeso la siguiente inscripción, que también fue consignada en siglos pasados por otros historiadores:

Aquí yace el ilustre señor don Juan Manuel, hijo del muy ilustre Señor infante Don Manuel y de la muy esclarecida señora doña Beatriz de Saboya, duque de Peñafiel, marqués de Villena, abuelo del muy poderoso rey y señor de Castilla y León don Juan I, de éste nombre. Finó en la ciudad de Córdoba el año del nacimiento de Nuestro Salvador de 1362.

Fortunato Escribano de la Torre también aseguró que los restos del magnate aparecieron en 1955 en el convento de San Pablo de Peñafiel, y en la actualidad esos restos reposan en una pequeña arqueta de piedra adornada con el escudo de Don Juan Manuel y colocada en el mismo lugar donde aparecieron y bajo el epitafio mencionado anteriormente.

## Matrimonios y descendencia
Contrajo matrimonio en tres ocasiones. Su primera esposa fue Isabel de Mallorca, hija del rey Jaime II de Mallorca de quien quedó viudo a los diecinueve años sin haber dejado descendencia de este matrimonio.
Después de enviudar, contrajo un segundo matrimonio con Constanza de Aragón, fallecida en el Castillo de Garcimuñoz en 1327 e hija del rey Jaime II de Aragón y de Blanca de Anjou, con quien tuvo tres hijos:
- Constanza Manuel de Villena (1323-1349). Contrajo matrimonio con Pedro I de Portugal, y fue la madre del rey Fernando I de Portugal.
- Beatriz Manuel de Villena, que murió joven.
- Manuel de Villena, que murió joven y según Jaime II de Aragón por haber sido criado según los criterios de los médicos judíos.

Su tercera esposa fue Blanca Núñez de Lara, hija de Fernando de la Cerda y de Juana Núñez de Lara, con quien tuvo otros dos hijos:
- Fernando Manuel de Villena (1332-1350),[2] I duque de Villena y III señor de Escalona y de Peñafiel. Contrajo matrimonio en 1346 con Juana de Ampurias, hija de Ramón Berenguer I de Ampurias;[15]
- Juana Manuel de Villena (1339-1381). Contrajo matrimonio con Enrique de Trastámara,[2][15] hijo ilegítimo del rey Alfonso XI de Castilla y de Leonor de Guzmán que llegaría a reinar como Enrique II de Castilla. Su hijo fue el rey Juan I de Castilla. Fue III duquesa de Villena y V señora de Escalona y de Peñafiel desde 1360 hasta 1366. El señorío de Villena fue entregado, posteriormente, a Don Alfonso de Aragón que había prestado sus servicios a Enrique de Trastámara durante la guerra fratricida.

Don Juan Manuel tuvo, además, dos hijos ilegítimos con Inés de Castañeda, hija de Diego Gómez de Castañeda, I señor de las Hormazas, y de Juana de Guzmán:
- Sancho Manuel de Villena (1320-1347),[2] adelantado mayor de Murcia, alcaide de Lorca, señor de Carcelén y de Montealegre y ricohombre de Castilla.
- Enrique Manuel de Villena (1337-Peñafiel, 1390).[2] Acompañó a su hermana a Portugal y contrajo matrimonio con Beatriz de Sousa.[17][18] Fue el I conde de Seia, I señor de Cascais, IV señor de Montealegre, III de Belmonte y de Meneses.

Sus descendientes acabarían siendo propietarios de varios títulos de nobleza, como el condado de Vía Manuel, el marquesado de Rafal o el ducado de Arévalo del Rey, entre otros.

## Literatura

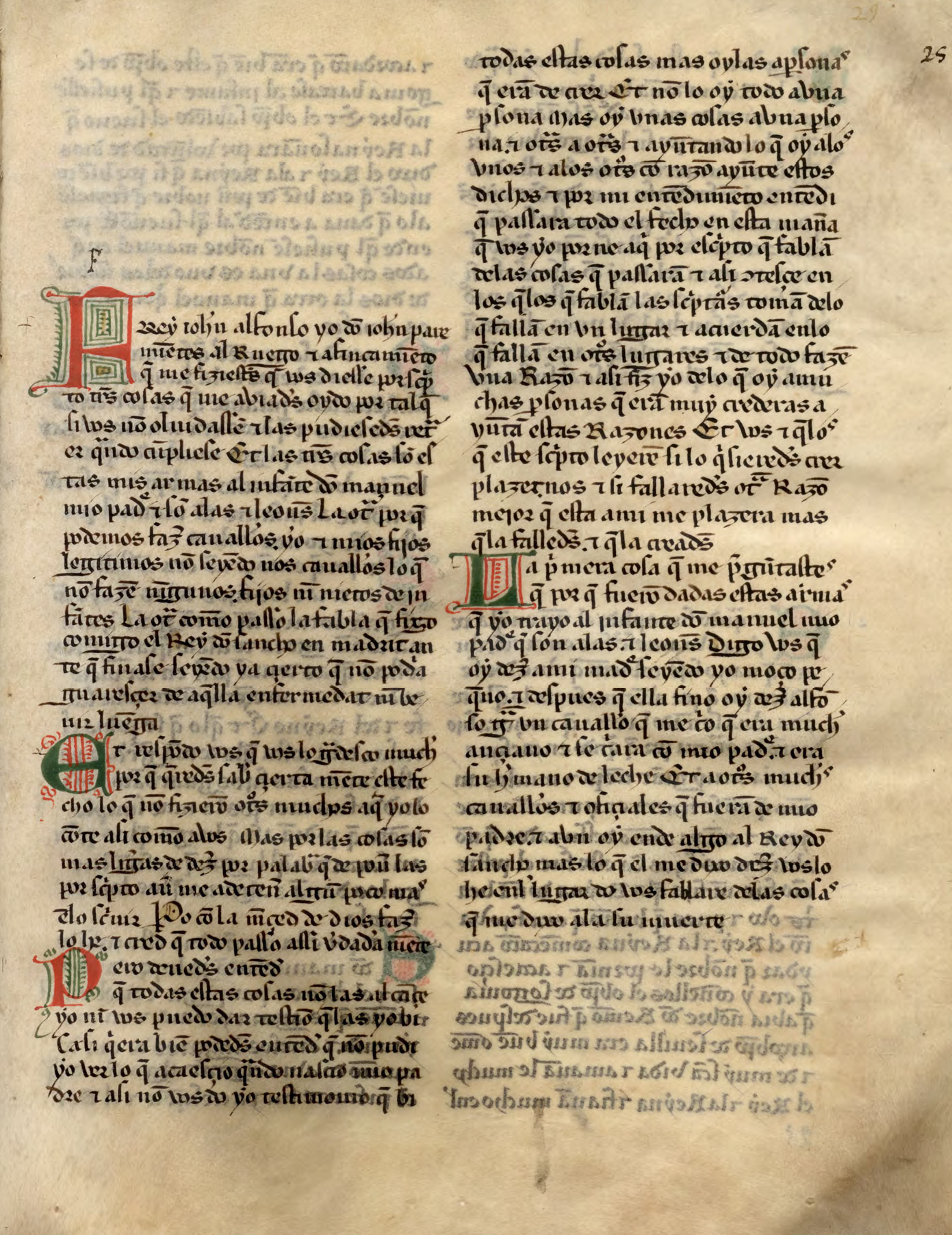
Incipit del Libro de las tres razones. MSS/6376 de la Biblioteca Nacional de España, fol. 25r.

De don Juan Manuel se han conservado ocho obras, sabiéndose además que se han perdido cinco. Las obras conservadas son las siguientes:
- Crónica abreviada, anterior a 1325.
- Libro de la caza, entre 1325 y 1326.
- Libro del cavallero et del escudero, entre 1326 y 1328.
- Libro de los estados, 1330.
- Libro del conde Lucanor, 1335.[1]
- Tratado de la Asunción de la Virgen María, posterior a 1335.
- Libro infinido, entre 1336 y 1337.
- Libro de las tres razones, antes llamado Libro de las armas, 1345.

Añádase, además, aunque no fuese concebida como obra independiente, el conjunto de sus cartas, reunidas como Epistolario por Andrés Giménez Soler y que abarcan de 1298 a 1347.
De forma convencional, la producción de don Juan Manuel se clasifica en tres etapas:
- En una primera etapa, su obra se manifiesta claramente influida por las obras producidas por el trabajo colectivo que lleva a cabo su tío Alfonso X. Por ejemplo, la Crónica abreviada es, precisamente, un resumen de la Estoria de España. Sigue, por tanto, don Juan Manuel en esta etapa los modelos genéricos alfonsíes: historiografía, asuntos cinegéticos, disposiciones jurídicas sobre caballería; etc.

En las siguientes etapas, su creación se vuelve más personal, en un intento de utilizarla como reclamo de la categoría personal y social que sus problemas con el rey le han minado. No obstante, esta función política e histórica, va menguando con el tiempo y termina por ser casi plenamente sustituida por su voluntad de autoría literaria, al margen de otras consideraciones.
- Con el Libro del cavallero et del escudero, se inicia una segunda etapa, en la que el didactismo, casi siempre expresado a través de una estructura dialogada, de sus obras es la característica más destacable. Corresponden a esta fase sus obras más reconocidas, entre ellas El conde Lucanor.
- Por último, a partir de 1337 su didactismo se expresa con una orientación diferente, dejando de lado actitudes excesivamente ejemplarizantes.

En todas estas obras la función predominante es la función didáctica. En este sentido, Don Juan Manuel se considera ante todo un educador: tuvo un gran referente en su tío Alfonso X y, decidido a seguir sus pasos, cultivó una literatura formativa en castellano, lo cual era una rareza en aquella época en la que todos los escritores cultos preferían el latín.
En el siglo XIV, don Juan Manuel se decidió a escribir libros en lengua vulgar con el objetivo de facilitar su acceso a un mayor número de lectores. Dirigía casi en exclusiva su literatura hacia las personas de la nobleza.
Además de divulgar el saber humano, utilizó su obra para retratarse a sí mismo en muchos casos. En general, su literatura es un reflejo de su carácter, de sus ambiciones y de sus creencias (escribió a favor de difundir la religión, como queda de manifiesto en Tratado de la Asunción, exaltación a la Virgen, en la que don Juan Manuel defiende el dogma de la Inmaculada Concepción). Tuvo un estilo ideal al que procuró atenerse: claridad, exactitud, concisión.

### Obras
Su obra, de carácter fundamentalmente didáctico y narrativo, está en general, impulsada por una gran preocupación sobre la adecuada formación en cuerpo, alma e inteligencia de un perfecto caballero medieval, y por lo general se clasifica en la habitual denominación de "educación de príncipes"; consta de pequeños opúsculos (Crónica abreviada, Libro de la caza, Libro de las tres razones, Tratado de la Asunción de la Virgen María y el Libro infinido o Libro de los castigos y consejos a su hijo don Fernando) y de otras obras de más extensa ambición por las que se le recuerda fundamentalmente, el Libro del caballero y el escudero, el Libro de los estados y el Libro de Patronio o Conde Lucanor.
El Libro del caballero y el escudero se nos ha transmitido con una gran laguna textual en su interior; narra la historia de un escudero mancebo aspirante a cortesano que ha de ir a unas cortes convocadas por el rey y que recibe en ese sentido las más diversas enseñanzas por parte de un ermitaño que ha sido caballero. Asiste a unas justas y vuelve a la ermita para recibir nuevas enseñanzas. El anciano excaballero muere y su joven discípulo le sepulta. Se inspira en obras semejantes de Raimundo Lulio y en una desconocida obra del escritor romano Vegecio.
El Libro de los estados ofrece una visión de cómo debe ser una sociedad ideal en el siglo XIV, aunque es asimismo una narración de fin didáctico (educación de un príncipe) inspirada en la leyenda de Barlaam y Josafat, forma cristianizada en que fue transmitida a Occidente la leyenda de Buda, si bien parece que utilizó una versión de esta leyenda diferente a la atribuida a San Juan Damasceno.

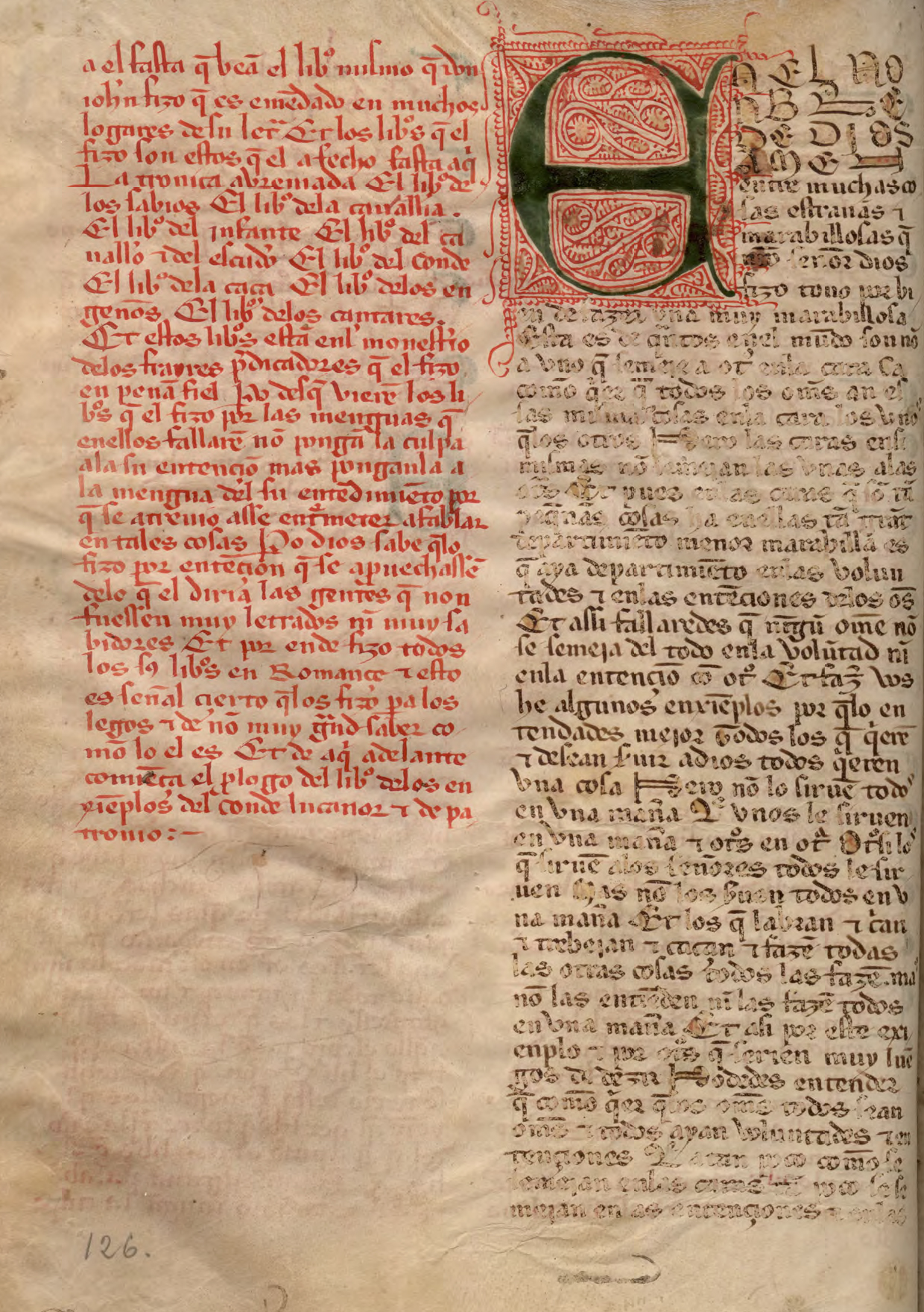
Incipit del Conde Lucanor. Manuscrito del -. Signatura: MSS/6376 de la Biblioteca Nacional de España, fol. 126v.

Su obra maestra se considera, sin embargo, el Libro de Patronio o Conde Lucanor, concluida en 1335, un libro que consta de una cincuentena de cuentos (en realidad, apólogos, fábulas, alegorías e incluso pequeñas novelitas) precedida de un prólogo y seguida de cuatro breves tratados en prosa en los que se ensaya una forma preliminar de conceptismo, ya que, según cuenta el propio autor, se le requirió que utilizase un estilo menos llano y explícito para dirigirse a personas de educación superior y concentrase más significado en menos palabras. Pero no solo por eso se trata de una obra de una extraña originalidad, sino por la inaudita variedad de sus fuentes (desde relatos orales de sus sirvientes judíos y moriscos a su propia experiencia personal, la Disciplina clericalis del judío converso español Pedro Alfonso y múltiples y variopintos repertorios de cuentecillos morales usados para sermones eclesiásticos) y por formar parte de la primera colección europea de género novelesco (el Decamerone de Giovanni Boccaccio se compuso a partir de 1348). Asimismo, se puede apreciar una originalidad en su tratamiento literario y estilístico, que no excluye sagaces razonamientos sobre la pluriforme naturaleza humana ya desde la primera narración. La variedad temática es amplísima, como lo es el origen de las fuentes.Gran parte de la obra fue escrita en Molina Seca, hoy Molina de Segura, alcazaba junto a Murcia capital y puerta norte de ésta, ciudad con la que estaba enemistado con la familia Fajardo. 
La estructura de los cuentos, sin embargo, refleja el ordenancismo y la jerarquización medieval. En primer lugar un joven noble, Lucanor, expone en tono abstracto un problema que le exige pronta resolución a su viejo consejero y ayo Patronio; después, este le cuenta un apólogo del que el joven extrae la solución de su conflicto, que aplica y le resulta bien; entonces Don Juan Manuel introduce unos versos (de métrica muy interesante y variada para la época) que condensan la moraleja y finalmente se expone una estoria o viñeta dibujada alusiva al problema expuesto, dibujos que desgraciadamente no se conservan y por tanto no aparecen en las ediciones de la obra. Este riguroso orden expositivo responde a una intención claramente didáctica, que marcha de lo más abstracto a lo más concreto, pero donde realmente aparece el arte y el genio de Don Juan Manuel es en la estructura interna de los pasajes meramente narrativos que constituyen los cuentos y en la penetración psicológica de los motivos últimos que mueven a los personajes.
El Libro de las tres razones, anteriormente conocido como Libro de las armas, escrito entre 1342 y 1345, es la obra del infante más valorada por la crítica actual tras El Conde Lucanor por su interpretación disidente de la historia, por basarse en las experiencias personales del autor y por la calidad de su prosa. Se trata de una obra breve que recrea episodios históricos con un alto componente de ficción. En este opúsculo Don Juan Manuel es dueño de todas sus habilidades y recursos literarios.

### Estilo
El estilo de Don Juan Manuel se caracteriza por la selección, la sobriedad y la precisión, y por una conciencia plena de autoría artística literaria. Lo define él mismo de esta manera:

Sabed que todas las razones son dichas por muy buenas palabras et por los más fermosos latines que yo nunca oí decir en libro que fuese fecho en romance; et poniendo declaradamente cumplida la razón que quiere decir, pónelo en las menos palabras que pueden ser.
Don Juan Manuel, Libro de los estados.

## Antepasados
| \| \| \| \| \| \| \| \| \| \| \| \| \| \| \| \| \| \| \| \| 16. Rey Fernando II de León y Galicia \| \| \| \| \| \| \| \| \| \| \| \| \| \| \| \| \| \| \| \| \| \| \| \| \| \| \| \| \| \| \| \| \| \| \| \| \| \| \| \| \| \| \| \| \| \| \| \| \| \| \| \| \| \| 8. Rey Alfonso IX de León \| \| \| \| \| \| \| \| \| \| \| \| \| \| \| \| \| \| \| \| \| \| \| \| \| \| \| \| \| \| \| \| \| \| \| \| \| \| \| \| \| \| \| \| \| \| \| \| \| \| \| \| \| \| 17. Reina Urraca de Portugal \| \| \| \| \| \| \| \| \| \| \| \| \| \| \| \| \| \| \| \| \| \| \| \| \| \| \| \| \| \| \| \| \| \| \| \| \| \| \| \| \| \| \| \| \| \| \| \| \| \| \| \| \| \| 4. Rey Fernando III de Castilla \| \| \| \| \| \| \| \| \| \| \| \| \| \| \| \| \| \| \| \| \| \| \| \| \| \| \| \| \| \| \| \| \| \| \| \| \| \| \| \| \| \| \| \| \| \| \| \| \| \| \| \| \| \| 18. Alfonso VIII de Castilla, «el de Las Navas» \| \| \| \| \| \| \| \| \| \| \| \| \| \| \| \| \| \| \| \| \| \| \| \| \| \| \| \| \| \| \| \| \| \| \| \| \| \| \| \| \| \| \| \| \| \| \| \| \| \| \| \| \| \| 9. Reina Berenguela de Castilla \| \| \| \| \| \| \| \| \| \| \| \| \| \| \| \| \| \| \| \| \| \| \| \| \| \| \| \| \| \| \| \| \| \| \| \| \| \| \| \| \| \| \| \| \| \| \| \| \| \| \| \| \| \| 19. Princesa Leonor Plantagenet \| \| \| \| \| \| \| \| \| \| \| \| \| \| \| \| \| \| \| \| \| \| \| \| \| \| \| \| \| \| \| \| \| \| \| \| \| \| \| \| \| \| \| \| \| \| \| \| \| \| \| \| \| \| 2. Infante Manuel de Castilla \| \| \| \| \| \| \| \| \| \| \| \| \| \| \| \| \| \| \| \| \| \| \| \| \| \| \| \| \| \| \| \| \| \| \| \| \| \| \| \| \| \| \| \| \| \| \| \| \| \| \| \| \| \| 20. Sacro Emperador Federico I Barbarroja \| \| \| \| \| \| \| \| \| \| \| \| \| \| \| \| \| \| \| \| \| \| \| \| \| \| \| \| \| \| \| \| \| \| \| \| \| \| \| \| \| \| \| \| \| \| \| \| \| \| \| \| \| \| 10. Felipe de Suabia, Rey de Romanos \| \| \| \| \| \| \| \| \| \| \| \| \| \| \| \| \| \| \| \| \| \| \| \| \| \| \| \| \| \| \| \| \| \| \| \| \| \| \| \| \| \| \| \| \| \| \| \| \| \| \| \| \| \| 21. Princesa Beatriz de Borgoña \| \| \| \| \| \| \| \| \| \| \| \| \| \| \| \| \| \| \| \| \| \| \| \| \| \| \| \| \| \| \| \| \| \| \| \| \| \| \| \| \| \| \| \| \| \| \| \| \| \| \| \| \| \| 5. Reina Beatriz de Suabia \| \| \| \| \| \| \| \| \| \| \| \| \| \| \| \| \| \| \| \| \| \| \| \| \| \| \| \| \| \| \| \| \| \| \| \| \| \| \| \| \| \| \| \| \| \| \| \| \| \| \| \| \| \| 22. Emperador Isaac II Ángelo de Constantinopla \| \| \| \| \| \| \| \| \| \| \| \| \| \| \| \| \| \| \| \| \| \| \| \| \| \| \| \| \| \| \| \| \| \| \| \| \| \| \| \| \| \| \| \| \| \| \| \| \| \| \| \| \| \| 11. Princesa Irene Ángela de Constantinopla \| \| \| \| \| \| \| \| \| \| \| \| \| \| \| \| \| \| \| \| \| \| \| \| \| \| \| \| \| \| \| \| \| \| \| \| \| \| \| \| \| \| \| \| \| \| \| \| \| \| \| \| \| \| 23. Palaiologina \| \| \| \| \| \| \| \| \| \| \| \| \| \| \| \| \| \| \| \| \| \| \| \| \| \| \| \| \| \| \| \| \| \| \| \| \| \| \| \| \| \| \| \| \| \| \| \| \| \| \| \| \| \| 1. Infante Don Juan Manuel de Villena \| \| \| \| \| \| \| \| \| \| \| \| \| \| \| \| \| \| \| \| \| \| \| \| \| \| \| \| \| \| \| \| \| \| \| \| \| \| \| \| \| \| \| \| \| \| \| \| \| \| \| \| \| \| 24. Conde Humberto III de Saboya, el Santo \| \| \| \| \| \| \| \| \| \| \| \| \| \| \| \| \| \| \| \| \| \| \| \| \| \| \| \| \| \| \| \| \| \| \| \| \| \| \| \| \| \| \| \| \| \| \| \| \| \| \| \| \| \| 12. Conde Tomás I de Saboya \| \| \| \| \| \| \| \| \| \| \| \| \| \| \| \| \| \| \| \| \| \| \| \| \| \| \| \| \| \| \| \| \| \| \| \| \| \| \| \| \| \| \| \| \| \| \| \| \| \| \| \| \| \| 25. Beatriz de Viennois \| \| \| \| \| \| \| \| \| \| \| \| \| \| \| \| \| \| \| \| \| \| \| \| \| \| \| \| \| \| \| \| \| \| \| \| \| \| \| \| \| \| \| \| \| \| \| \| \| \| \| \| \| \| 6. Conde Amadeo IV de Saboya \| \| \| \| \| \| \| \| \| \| \| \| \| \| \| \| \| \| \| \| \| \| \| \| \| \| \| \| \| \| \| \| \| \| \| \| \| \| \| \| \| \| \| \| \| \| \| \| \| \| \| \| \| \| 26. Conde Guillermo I de Ginebra \| \| \| \| \| \| \| \| \| \| \| \| \| \| \| \| \| \| \| \| \| \| \| \| \| \| \| \| \| \| \| \| \| \| \| \| \| \| \| \| \| \| \| \| \| \| \| \| \| \| \| \| \| \| 13. Condesa Margherita de Ginebra \| \| \| \| \| \| \| \| \| \| \| \| \| \| \| \| \| \| \| \| \| \| \| \| \| \| \| \| \| \| \| \| \| \| \| \| \| \| \| \| \| \| \| \| \| \| \| \| \| \| \| \| \| \| 27. Beatriz de Faucigny \| \| \| \| \| \| \| \| \| \| \| \| \| \| \| \| \| \| \| \| \| \| \| \| \| \| \| \| \| \| \| \| \| \| \| \| \| \| \| \| \| \| \| \| \| \| \| \| \| \| \| \| \| \| 3. Princesa Beatriz de Saboya \| \| \| \| \| \| \| \| \| \| \| \| \| \| \| \| \| \| \| \| \| \| \| \| \| \| \| \| \| \| \| \| \| \| \| \| \| \| \| \| \| \| \| \| \| \| \| \| \| \| \| \| \| \| 28. Hugo III de Baux \| \| \| \| \| \| \| \| \| \| \| \| \| \| \| \| \| \| \| \| \| \| \| \| \| \| \| \| \| \| \| \| \| \| \| \| \| \| \| \| \| \| \| \| \| \| \| \| \| \| \| \| \| \| 14. Barral des Baux, conde de Marsella \| \| \| \| \| \| \| \| \| \| \| \| \| \| \| \| \| \| \| \| \| \| \| \| \| \| \| \| \| \| \| \| \| \| \| \| \| \| \| \| \| \| \| \| \| \| \| \| \| \| \| \| \| \| 29. Barale, vizcondesa de Marsella \| \| \| \| \| \| \| \| \| \| \| \| \| \| \| \| \| \| \| \| \| \| \| \| \| \| \| \| \| \| \| \| \| \| \| \| \| \| \| \| \| \| \| \| \| \| \| \| \| \| \| \| \| \| 7. Princesa Cecilia des Baux \| \| \| \| \| \| \| \| \| \| \| \| \| \| \| \| \| \| \| \| \| \| \| \| \| \| \| \| \| \| \| \| \| \| \| \| \| \| \| \| \| \| \| \| \| \| \| \| \| \| \| \| \| \| 30. Pierre Bernard d'Anduze \| \| \| \| \| \| \| \| \| \| \| \| \| \| \| \| \| \| \| \| \| \| \| \| \| \| \| \| \| \| \| \| \| \| \| \| \| \| \| \| \| \| \| \| \| \| \| \| \| \| \| \| \| \| 15. Sibilla d'Anduze \| \| \| \| \| \| \| \| \| \| \| \| \| \| \| \| \| \| \| \| \| \| \| \| \| \| \| \| \| \| \| \| \| \| \| \| \| \| \| \| \| \| \| \| \| \| \| \| \| \| \| \| \| \| 31. Constanza de Tolosa \| \| \| \| \| \| \| \| \| \| \| \| \| \| \| \| \| \| \| \| \| \| \| \| \| \| \| \| \| \| \| \| \| \| \| \| \| \| \| \| \| \| \| \| \| \| \| \| \| \| \| \| |                                                 |  |  |  |  |  |  |  |  |  |  |  |  |  |  |  |
| |                                                 |  |  |  |  |  |  |  |  |  |  |  |  |  |  |  |
| | 16. Rey Fernando II de León y Galicia           |  |  |  |  |  |  |  |  |  |  |  |  |  |  |  |
| |                                                 |  |  |  |  |  |  |  |  |  |  |  |  |  |  |  |
| |                                                 |  |  |  |  |  |  |  |  |  |  |  |  |  |  |  |
| | 8. Rey Alfonso IX de León                       |  |  |  |  |  |  |  |  |  |  |  |  |  |  |  |
| |                                                 |  |  |  |  |  |  |  |  |  |  |  |  |  |  |  |
| |                                                 |  |  |  |  |  |  |  |  |  |  |  |  |  |  |  |
| | 17. Reina Urraca de Portugal                    |  |  |  |  |  |  |  |  |  |  |  |  |  |  |  |
| |                                                 |  |  |  |  |  |  |  |  |  |  |  |  |  |  |  |
| |                                                 |  |  |  |  |  |  |  |  |  |  |  |  |  |  |  |
| | 4. Rey Fernando III de Castilla                 |  |  |  |  |  |  |  |  |  |  |  |  |  |  |  |
| |                                                 |  |  |  |  |  |  |  |  |  |  |  |  |  |  |  |
| |                                                 |  |  |  |  |  |  |  |  |  |  |  |  |  |  |  |
| | 18. Alfonso VIII de Castilla, «el de Las Navas» |  |  |  |  |  |  |  |  |  |  |  |  |  |  |  |
| |                                                 |  |  |  |  |  |  |  |  |  |  |  |  |  |  |  |
| |                                                 |  |  |  |  |  |  |  |  |  |  |  |  |  |  |  |
| | 9. Reina Berenguela de Castilla                 |  |  |  |  |  |  |  |  |  |  |  |  |  |  |  |
| |                                                 |  |  |  |  |  |  |  |  |  |  |  |  |  |  |  |
| |                                                 |  |  |  |  |  |  |  |  |  |  |  |  |  |  |  |
| | 19. Princesa Leonor Plantagenet                 |  |  |  |  |  |  |  |  |  |  |  |  |  |  |  |
| |                                                 |  |  |  |  |  |  |  |  |  |  |  |  |  |  |  |
| |                                                 |  |  |  |  |  |  |  |  |  |  |  |  |  |  |  |
| | 2. Infante Manuel de Castilla                   |  |  |  |  |  |  |  |  |  |  |  |  |  |  |  |
| |                                                 |  |  |  |  |  |  |  |  |  |  |  |  |  |  |  |
| |                                                 |  |  |  |  |  |  |  |  |  |  |  |  |  |  |  |
| | 20. Sacro Emperador Federico I Barbarroja       |  |  |  |  |  |  |  |  |  |  |  |  |  |  |  |
| |                                                 |  |  |  |  |  |  |  |  |  |  |  |  |  |  |  |
| |                                                 |  |  |  |  |  |  |  |  |  |  |  |  |  |  |  |
| | 10. Felipe de Suabia, Rey de Romanos            |  |  |  |  |  |  |  |  |  |  |  |  |  |  |  |
| |                                                 |  |  |  |  |  |  |  |  |  |  |  |  |  |  |  |
| |                                                 |  |  |  |  |  |  |  |  |  |  |  |  |  |  |  |
| | 21. Princesa Beatriz de Borgoña                 |  |  |  |  |  |  |  |  |  |  |  |  |  |  |  |
| |                                                 |  |  |  |  |  |  |  |  |  |  |  |  |  |  |  |
| |                                                 |  |  |  |  |  |  |  |  |  |  |  |  |  |  |  |
| | 5. Reina Beatriz de Suabia                      |  |  |  |  |  |  |  |  |  |  |  |  |  |  |  |
| |                                                 |  |  |  |  |  |  |  |  |  |  |  |  |  |  |  |
| |                                                 |  |  |  |  |  |  |  |  |  |  |  |  |  |  |  |
| | 22. Emperador Isaac II Ángelo de Constantinopla |  |  |  |  |  |  |  |  |  |  |  |  |  |  |  |
| |                                                 |  |  |  |  |  |  |  |  |  |  |  |  |  |  |  |
| |                                                 |  |  |  |  |  |  |  |  |  |  |  |  |  |  |  |
| | 11. Princesa Irene Ángela de Constantinopla     |  |  |  |  |  |  |  |  |  |  |  |  |  |  |  |
| |                                                 |  |  |  |  |  |  |  |  |  |  |  |  |  |  |  |
| |                                                 |  |  |  |  |  |  |  |  |  |  |  |  |  |  |  |
| | 23. Palaiologina                                |  |  |  |  |  |  |  |  |  |  |  |  |  |  |  |
| |                                                 |  |  |  |  |  |  |  |  |  |  |  |  |  |  |  |
| |                                                 |  |  |  |  |  |  |  |  |  |  |  |  |  |  |  |
| | 1. Infante Don Juan Manuel de Villena           |  |  |  |  |  |  |  |  |  |  |  |  |  |  |  |
| |                                                 |  |  |  |  |  |  |  |  |  |  |  |  |  |  |  |
| |                                                 |  |  |  |  |  |  |  |  |  |  |  |  |  |  |  |
| | 24. Conde Humberto III de Saboya, el Santo      |  |  |  |  |  |  |  |  |  |  |  |  |  |  |  |
| |                                                 |  |  |  |  |  |  |  |  |  |  |  |  |  |  |  |
| |                                                 |  |  |  |  |  |  |  |  |  |  |  |  |  |  |  |
| | 12. Conde Tomás I de Saboya                     |  |  |  |  |  |  |  |  |  |  |  |  |  |  |  |
| |                                                 |  |  |  |  |  |  |  |  |  |  |  |  |  |  |  |
| |                                                 |  |  |  |  |  |  |  |  |  |  |  |  |  |  |  |
| | 25. Beatriz de Viennois                         |  |  |  |  |  |  |  |  |  |  |  |  |  |  |  |
| |                                                 |  |  |  |  |  |  |  |  |  |  |  |  |  |  |  |
| |                                                 |  |  |  |  |  |  |  |  |  |  |  |  |  |  |  |
| | 6. Conde Amadeo IV de Saboya                    |  |  |  |  |  |  |  |  |  |  |  |  |  |  |  |
| |                                                 |  |  |  |  |  |  |  |  |  |  |  |  |  |  |  |
| |                                                 |  |  |  |  |  |  |  |  |  |  |  |  |  |  |  |
| | 26. Conde Guillermo I de Ginebra                |  |  |  |  |  |  |  |  |  |  |  |  |  |  |  |
| |                                                 |  |  |  |  |  |  |  |  |  |  |  |  |  |  |  |
| |                                                 |  |  |  |  |  |  |  |  |  |  |  |  |  |  |  |
| | 13. Condesa Margherita de Ginebra               |  |  |  |  |  |  |  |  |  |  |  |  |  |  |  |
| |                                                 |  |  |  |  |  |  |  |  |  |  |  |  |  |  |  |
| |                                                 |  |  |  |  |  |  |  |  |  |  |  |  |  |  |  |
| | 27. Beatriz de Faucigny                         |  |  |  |  |  |  |  |  |  |  |  |  |  |  |  |
| |                                                 |  |  |  |  |  |  |  |  |  |  |  |  |  |  |  |
| |                                                 |  |  |  |  |  |  |  |  |  |  |  |  |  |  |  |
| | 3. Princesa Beatriz de Saboya                   |  |  |  |  |  |  |  |  |  |  |  |  |  |  |  |
| |                                                 |  |  |  |  |  |  |  |  |  |  |  |  |  |  |  |
| |                                                 |  |  |  |  |  |  |  |  |  |  |  |  |  |  |  |
| | 28. Hugo III de Baux                            |  |  |  |  |  |  |  |  |  |  |  |  |  |  |  |
| |                                                 |  |  |  |  |  |  |  |  |  |  |  |  |  |  |  |
| |                                                 |  |  |  |  |  |  |  |  |  |  |  |  |  |  |  |
| | 14. Barral des Baux, conde de Marsella          |  |  |  |  |  |  |  |  |  |  |  |  |  |  |  |
| |                                                 |  |  |  |  |  |  |  |  |  |  |  |  |  |  |  |
| |                                                 |  |  |  |  |  |  |  |  |  |  |  |  |  |  |  |
| | 29. Barale, vizcondesa de Marsella              |  |  |  |  |  |  |  |  |  |  |  |  |  |  |  |
| |                                                 |  |  |  |  |  |  |  |  |  |  |  |  |  |  |  |
| |                                                 |  |  |  |  |  |  |  |  |  |  |  |  |  |  |  |
| | 7. Princesa Cecilia des Baux                    |  |  |  |  |  |  |  |  |  |  |  |  |  |  |  |
| |                                                 |  |  |  |  |  |  |  |  |  |  |  |  |  |  |  |
| |                                                 |  |  |  |  |  |  |  |  |  |  |  |  |  |  |  |
| | 30. Pierre Bernard d'Anduze                     |  |  |  |  |  |  |  |  |  |  |  |  |  |  |  |
| |                                                 |  |  |  |  |  |  |  |  |  |  |  |  |  |  |  |
| |                                                 |  |  |  |  |  |  |  |  |  |  |  |  |  |  |  |
| | 15. Sibilla d'Anduze                            |  |  |  |  |  |  |  |  |  |  |  |  |  |  |  |
| |                                                 |  |  |  |  |  |  |  |  |  |  |  |  |  |  |  |
| |                                                 |  |  |  |  |  |  |  |  |  |  |  |  |  |  |  |
| | 31. Constanza de Tolosa                         |  |  |  |  |  |  |  |  |  |  |  |  |  |  |  |
| |                                                 |  |  |  |  |  |  |  |  |  |  |  |  |  |  |  |
| |                                                 |  |  |  |  |  |  |  |  |  |  |  |  |  |  |  |

| Predecesor: Manuel de Castilla                        | Señor de Villena 1283-1330            | Sucesor: el señorío ascendió a ducado y principado       |
| Predecesor: fue el primer duque y príncipe de Villena | Duque y Príncipe de Villena 1330-1348 | Sucesor: Fernando Manuel de Villena que heredó un ducado |
| Predecesor: Manuel de Castilla                        | Señor de Escalona 1283-1348           | Sucesor: Fernando Manuel de Villena                      |
| Predecesor: Manuel de Castilla                        | Señor de Peñafiel 1283-1348           | Sucesor: Fernando Manuel de Villena                      |
| Predecesor: Pedro de Castilla                         | Mayordomo mayor del rey 1311-1314     | Sucesor: Juan Núñez II de Lara                           |
| Predecesor: Alfonso de Valencia                       | Mayordomo mayor del rey 1318-1319     | Sucesor: Fernando de la Cerda                            |